# Mona Bollerud
Pour les articles homonymes, voir Bollerud.
Mona Bollerud, née en 1968, est une biathlète norvégienne.

## Carrière
Elle est médaillée d'argent en relais aux Championnats du monde 1988 (où elle est cinquième du sprint aussi) et par équipes aux Championnats du monde 1989.
En 1988, elle obtient son unique victoire dans la Coupe du monde avec un succès sur le sprint d'Oslo.
Elle compte un titre national sur l'individuel en 1989.

## Palmarès

### Championnats du monde
| Épreuve / Édition                    | individuel | Sprint | Poursuite                        | Départ en masse                  | Relais                   | Course par équipes               |
| Mondiaux 1988 Chamonix               | 20e        | 5e     | Épreuve inexistante à cette date | Épreuve inexistante à cette date | Médaille d'argent, monde | Épreuve inexistante à cette date |
| Mondiaux 1989 Feistritz              | 10e        | 23e    | Épreuve inexistante à cette date | Épreuve inexistante à cette date | -                        | Médaille d'argent, monde         |
| Mondiaux 1990 Kontiolahti Oslo Minsk | 21e        | -      | Épreuve inexistante à cette date | Épreuve inexistante à cette date | -                        | —                                |

Légende :

 : deuxième place, médaille d'argent

 : épreuve inexistante à cette date

— : pas de participation à cette épreuve

### Coupe du monde
- 2 podiums individuels : 1 victoire et 1 deuxième place.